# Gare d'Iwata (Shizuoka)
La gare d'Iwata (磐田駅, Iwata-eki) est une gare ferroviaire de la ville d'Iwata, dans la préfecture de Shizuoka au Japon. La gare est exploitée par la Central Japan Railway Company (JR Central).

## Situation ferroviaire
La gare d'Iwata est située au point kilométrique (PK) 245,9 de la ligne principale Tōkaidō.

## Historique
La gare a été inaugurée sous le nom de gare de Nakaizumi le 16 avril 1889, lors de l'ouverture du tronçon de la ligne principale Tōkaidō entre Shizuoka et Hammamatsu. Elle prend son nom actuel en 1942.

## Service des voyageurs

### Accueil
La gare dispose d'un bâtiment voyageurs, avec guichets, ouvert tous les jours.

### Desserte
- Ligne principale Tōkaidō :
  - voie 2 : direction Kakegawa et Shizuoka
  - voie 3 : direction Hamamatsu et Toyohashi